# شازه-بون
شازه-بون (به فرانسوی: Chazey-Bons) یک کمون در فرانسه است که در Canton of Belley واقع شده‌است.

## خصوصیات
شازه-بون ۱۰٫۵۹ کیلومترمربع مساحت و ۷۱۵ نفر جمعیت دارد و ۲۲۸ متر بالاتر از سطح دریا واقع شده‌است.